# Новоселиця (Калуський район)
Новосе́лиця — село в Вигодській громаді Калуського району Івано-Франківської області України.

## Географія
Селом тече потік Ясеновець і впадає у річку Свічу.

## Історія
У 1648 році жителі села брали активну участь у народному повстанні, за що їх очікувала кривава розправа після відходу Хмельницького.
У 1939 році в селі проживало 1360 мешканців (1000 українців, 220 поляків, 30 латинників, 60 євреїв і 50 німців та інших національностей).

## Населення

### Мова
Розподіл населення за рідною мовою за даними перепису 2001 року:
| Мова       | Кількість | Відсоток |
| ---------- | --------- | -------- |
| українська | 1403      | 99.29%   |
| російська  | 10        | 0.71%    |
| Усього     | 1413      | 100%     |

## Сучасність
- На захід від села розташована природоохоронна територія — урочище Осій

## Відомі люди
- Денисів Ігор Іванович — солдат, боєць 128-ї гірсько-піхотної бригади, нагороджений орденом «За мужність» III ступеня (посмертно).